# Ejido la Hincada
Ejido la Hincada är en ort i Mexiko.   Den ligger i kommunen Ciudad Valles och delstaten San Luis Potosí, i den centrala delen av landet, 300 km norr om huvudstaden Mexico City. Ejido la Hincada ligger 228 meter över havet och antalet invånare är 683.
Terrängen runt Ejido la Hincada är huvudsakligen kuperad, men den allra närmaste omgivningen är platt. Runt Ejido la Hincada är det ganska tätbefolkat, med 78 invånare per kvadratkilometer. Närmaste större samhälle är Ampliación la Hincada, 12,4 km norr om Ejido la Hincada. I omgivningarna runt Ejido la Hincada växer huvudsakligen savannskog.